# Bernardo Schappo
Bernardo Schappo (Biguaçu, 22 marzo 1999) è un calciatore brasiliano, difensore dell'Estrela Amadora.

## Biografia
È in possesso del passaporto lussemburghese in virtù di alcuni antenati emigrati nel paese sudamericano a metà dell'XIX secolo.

## Caratteristiche tecniche
È un difensore centrale.

## Carriera
Cresciuto nel settore giovanile dell'Ituano, ha debuttato in prima squadra il 5 giugno 2021 nell'incontro di Série C perso 4-1 contro il Grêmio Novorizontino ed ha segnato il suo primo gol il 29 agosto dello stesso anno, contro il Mirassol. Divenuto titolare in breve tempo (mantenendo il ruolo anche nel 2022 e nel 2023 in seconda divisione), al termine del campionato paulista del 2023 è stato acquistato dal Fortaleza dove non ha tuttavia mai giocato nei rimanenti mesi della stagione.
Nel gennaio del 2024 è stato prestato al Botafogo-SP dove ha trascorso un'annata da protagonista in Série B collezionando 47 presenze nelle varie competizioni; ad inizio 2025 è passato con la stessa formula al Vila Nova giocando con continuità anche in questo caso.
Il 9 luglio 2025 è stato acquistato a titolo definitivo dall'Estrela Amadora, club della prima divisione portoghese, con cui ha sottoscritto un contratto triennale.

## Statistiche

### Presenze e reti nei club
Statistiche aggiornate al 3 agosto 2025.
| Stagione        | Squadra         | Campionato      | Campionato | Campionato | Coppe nazionali | Coppe nazionali | Coppe nazionali | Coppe continentali | Coppe continentali | Coppe continentali | Altre coppe | Altre coppe | Altre coppe | Totale | Totale | Totale |
| Stagione        | Squadra         | Comp            | Pres       | Reti       | Comp            | Pres            | Reti            | Comp               | Pres               | Reti               | Comp        | Pres        | Reti        | Pres   | Reti   |        |
| --------------- | --------------- | --------------- | ---------- | ---------- | --------------- | --------------- | --------------- | ------------------ | ------------------ | ------------------ | ----------- | ----------- | ----------- | ------ | ------ | ------ |
| 2021            | Ituano          | C               | 17         | 1          | CB              | 0               | 0               | -                  | -                  | -                  | -           | -           | -           | 17     | 1      |        |
| 2022            | Ituano          | A1/SP+B         | 5+29       | 0+3        | CB              | 0               | 0               | -                  | -                  | -                  | -           | -           | -           | 34     | 3      |        |
| 2023            | Ituano          | A1/SP-          | 12         | 0          | CB              | 1               | 0               | -                  | -                  | -                  | -           | -           | -           | 13     | 0      |        |
| Totale carriera | Totale carriera | Totale carriera | 63         | 4          |                 | 1               | 0               |                    | -                  | -                  |             | -           | -           | 64     | 4      |        |
| 2023            | Fortaleza       | A               | 0          | 0          | CB              | 0               | 0               | CS                 | 0                  | 0                  | -           | -           | -           | 0      | 0      |        |
| 2024            | Botafogo-SP     | A1/SP+B         | 12+31      | 0+2        | CB              | 4               | 0               | -                  | -                  | -                  | -           | -           | -           | 47     | 2      |        |
| 2025            | Vila Nova       | PD/GO+B         | 13+12      | 3+1        | CB              | 4               | 0               | -                  | -                  | -                  | -           | -           | -           | 29     | 4      |        |
| 2025-2026       | Estrela Amadora | PL              | 0          | 0          | CP+CdL          | 0               | 0               | -                  | -                  | -                  | -           | -           | -           | 0      | 0      |        |
| Totale carriera | Totale carriera | Totale carriera | 131        | 10         |                 | 9               | 0               |                    | 0                  | 0                  |             | -           | -           | 140    | 10     |        |

## Palmarès

### Club

#### Competizioni nazionali
- Campeonato Brasileiro Série C: 1

Ituano: 2021